# Tuvalu B-Division
Tuvalu B-Division – drugi poziom rozgrywek w piłce nożnej w Tuvalu. Powstała w 2005 r. z inicjatywy krajowej organizacji piłkarskiej – Tuvalu National Football Association. Wszystkie mecze rozgrywane są na Tuvalu Sports Ground w Funafuti. W lidze nie obowiązują zasady spadku i awansu do niższych lub wyższych klas, gdyż w Dywizji A biorą udział pierwsze drużyny każdego z klubów, a w Dywizji C udział biorą trzecie drużyny klubów z Dywizji A.

## Uczestnicy Tuvalu B-Division w sezonie 2025[1]
| Nazwa drużyny   |
| --------------- |
| FC Tofaga B     |
| FC Manu Laeva B |
| Nauti FC B      |
| Tamanuku B      |
| FC Nanumaga B   |
| FC Niutao B     |
| Lakena United B |
| Nui FC B        |

## Historia[2]
| Nr   | Rok  | Zwycięzca       | Wyspa          |
| ---- | ---- | --------------- | -------------- |
| V    | 2005 | FC Niutao B     | Niutao         |
| VI   | 2006 | FC Tofaga       | Vaitupu        |
| VII  | 2007 | Nauti FC B      | Funafuti       |
| VIII | 2008 | Lakena United B | Nanumea        |
| IX   | 2009 | FC Tofaga B     | Vaitupu        |
| X    | 2010 | Nauti FC B      | Funafuti       |
| XI   | 2011 | FC Tofaga B     | Vaitupu        |
| XII  | 2012 | Nauti FC B      | Funafuti       |
| XIII | 2013 | FC Tofaga B     | Vaitupu        |
| XIV  | 2014 | Lakena United B | Nanumea        |
|      | 2015 | Nie odbyły się  | Nie odbyły się |
| 2016 |      | Nie odbyły się  | Nie odbyły się |
| XVII | 2017 | Manu Laeva B    | Nanumea        |
|      | 2018 | Nie odbyły się  | Nie odbyły się |
| 2019 |      | Nie odbyły się  | Nie odbyły się |
| XX   | 2020 | Tamanuku B      | Nanumea        |
| XXI  | 2021 | FC Tofaga B     | Vaitupu        |

## Statystyka

### Zwycięzcy[3]
| Wygrane | Klub            | Lata                         |
| ------- | --------------- | ---------------------------- |
| 5       | FC Tofaga B     | 2006, 2009, 2011, 2013, 2021 |
| 3       | Nauti FC B      | 2007, 2010, 2012             |
| 2       | Lakena United B | 2008, 2014                   |
| 1       | FC Niutao B     | 2005                         |
| 1       | FC Manu Laeva B | 2017                         |
| 1       | Tamanuku B      | 2020                         |